# Foo?
《foo?》是由日本樂團色情塗鴉所發行的第二張錄音專輯，2001年2月28日於日本發售。

## 簡介
本專輯收錄『音樂饗宴』、『悲歡歲月』、『仙人掌』等三首暢銷單曲。並以突破一百萬的累積銷售量，成為該團體銷售紀錄最高之專輯作品。

## 曲目
| 曲序 | 曲目                          |          | 作曲     | 备注       | 时长 |
| ---- | ----------------------------- | -------- | -------- | ---------- | ---- |
| 1.   | INNERVISIONS                  | 岡野昭仁 | ak.homma |            | 4:34 |
| 2.   | 芭樂汁（）                    | 新藤晴一 | 白玉雅已 |            | 4:22 |
| 3.   | 悲歡歲月 -"D" tour style-（） | 新藤晴一 | ak.homma | 第四張單曲 | 4:26 |
| 4.   | 沒有愛…（）                   | 岡野昭仁 | 岡野昭仁 |            | 5:17 |
| 5.   | 我是天使（）                  | 新藤晴一 | 白玉雅已 |            | 3:58 |
| 6.   | 仙人掌（，Saboten）           | 新藤晴一 | 白玉雅已 | 第五張單曲 | 4:54 |
| 7.   | Name is Man（）               | 新藤晴一 | 新藤晴一 |            | 4:58 |
| 8.   | 素描#2春光（）                | 新藤晴一 | 新藤晴一 |            | 5:20 |
| 9.   | 音樂饗宴 Ver.164（）          | 新藤晴一 | ak.homma | 第三張單曲 | 4:39 |
| 10.  | 空想科學少年（）              | 新藤晴一 | 新藤晴一 |            | 4:58 |
| 11.  | Report 21                     | 岡野昭仁 | 岡野昭仁 |            | 3:43 |
| 12.  | 黎明之前（）                  | 岡野昭仁 | 白玉雅已 |            | 4:40 |

## 附記
- 素描#2 春光：為吉他手新藤晴一在父親過世後所創作的歌曲。
- 音樂饗宴（Music hour）：以當時成員所主持之廣播節目中與聽眾的對話作為創作來源。歌曲以電台DJ的開場白開始，曾製作多種收錄不同電台名稱的版本。本專輯收錄版（Ver. 164）出現的「JOPG-FM」為日本北海道地區NHK釧路電台（日语：NHK釧路放送局）實際的無線電台代碼。本曲並為寶礦力水得的廣告主題曲。
- Report 21：歌詞中出現的烏托邦（Utopia）和機器人相關的內容，來自四季劇團之舞台劇作品『艾爾克斯的祈禱』。

## 主要成員
- 岡野昭仁（Akihito）：主唱、和聲、木吉他
- 新藤晴一（Haruichi）：電吉他、木吉他、和聲
- 白玉雅已（Shiratama）：貝斯、和聲